# Chiesa prepositurale di Sant'Eufemia
La chiesa prepositurale di Sant'Eufemia è la chiesa parrocchiale di Oggiono.

## Storia
Si può ipotizzare che la dedicazione a sant'Eufemia sia subentrata ad un edificio sacro preesistente. Alcuni indizi fanno risalire la datazione dell'origine della prima chiesa all'alto medioevo, con la Pieve di Oggiono, con molta probabilità risalente all'Epoca Longobarda (584-774 d.C.). Fra questi, il particolare impulso dato in epoca longobarda alla diffusione del culto della Santa, e i ritrovamenti archeologici nella chiesa stessa e nel battistero.
In un documento del 1175, inerente a una compravendita riguardante un terreno situato a Oggiono, si legge che i diriti di tale appezzamento risalgono a "Sant'Ambrogio", probabilmente in riferimento a una cappella dell'antica chiesa di Sant'Eufemia, cappella documentata con regolarità tra il Cinquecento e il Seicento.
Storicamente la prima traccia della canonica di sant'Eufemia si scopre in un documento del 1192 dal quale risulta che tra i cappellani della chiesa di san Nazaro di Arosio c'era prete Gualderico della canonica di Oggiono.
Il primo arciprete, Ugo Prealoni, membro di una famiglia eminente nella Milano comunale, è documentato da una lettera inviatagli dal papa Innocenzo IV il 13 agosto 1247. Tra i canonici oggionesi comparirono poi personaggi importanti, tra i quali Lanfranco de Molteno, stretto collaboratore dell'arcivescovo di Milano.
Una pianta della chiesa demolita, allegata agli atti della visita pastorale di san Carlo Borromeo nel 1571, documenta come l'edificio apparisse ad aula pressoché quadrata, ripartita in tre navate da doppia fila di 4 pilastri. Dell'impianto dell'antica chiesa romanica sopravvivono il battistero e la parte inferiore del campanile.
La costruzione della chiesa prepositurale odierna inizia nei primi anni del XVII secolo, come attestato da un graffito all'interno del Battistero. L'attuale costruzione, rispetto a quella dei tempi di san Carlo, è più ampia. 
Nel 1793 viene compiuta la ricostruzione del campanile, secondo l'annotazione lasciataci da Cesare Cantù, e viene completata la cupola disegnata dall'architetto lecchese Giuseppe Bovara (1781-1873). Nel 1758 la Confraternita realizza a piazza davanti alla colonna di sant'Eufemia.
Nel 1898 un ciclone si abbatté sulla chiesa, provocando ingenti danni che richiesero un'importante ristrutturazione.

## Descrizione

### Interni
La chiesa si presenta come un edificio a unica navata, nella quale si aprono alcune cappelle laterali.
Vi si conservano dipinti di Andrea Appiani (uno Sposalizio della Vergine), Paolo Cattaneo, Giuseppe Carnelli, Giuseppe Carsana e una tavola della scuola di Gaudenzio Ferrari. Tra i dipinti seicenteschi si segnalano: un'antica pala d'altare conservata nella cappella dedicata a Sant'Ambrogio, una tela raffigurante lo stesso santo (conservata in sacrestia) e un'altra tela dedicata a San Carlo Borromeo. Allo stesso periodo risale anche l'antica pala d'altare della cappella di Sant'Ambrogio, dove il santo è raffigurato in compagnia di un ministrante.
A Marco d'Oggiono, o quantomeno alla sua scuola, viene invece attribuita l'opera più importante all'interno della chiesa: il Polittico dell'Assunta tra otto santi, opera composta da ben dieci dipinti a olio presumibilmente risalenti ai primi decenni del Cinquecento e restaurati nel 1956. L'attuale intelaiatura risale invece al 1873. Il polittico, attestato come ancona dell'altare di san Bernardino durante una delle visite pastorali di Carlo Borromeo, nel 1608 risultava essere collocato sull'altarmaggiore.
Importanti anche un Crocefisso in legno del XV secolo, una coeva croce astile e la cassa lignea Seicentesca dell'organo. Quest'ultimo era in origine un Serassi di poco posteriore alla metà dell'800 (1862) ma fu poi sostituito da un Mascioni (1990).